# Østrigs forfatning
Østrigs forfatning (tysk: Österreichische Bundesverfassung) er betegnelsen for de forfatningslove, der udgør den samlede forfatning for Republikken Østrig på føderalt niveau. Selve grundforfatningen findes i Bundes-Verfassungsgesetz (B-VG), som indeholder forfatningsrettens vigtigste dele. Derudover består forfatningen af mange forfatningslove, forfatningsbestemmelser og statstraktater med forfatningsrang. Østrigs samlede forfatning består således af en hel række forfatningskilder.

## Forfatningens historie
Republikken Østrig blev udråbt den 12. november 1918 efter at det østrig-ungarske habsburgmonarki brød sammen da Karl 1. dagen før gav afkald på sin andel af statens forretninger.

### Første Republik
Den nye republiks forfatning (Bundes-Verfassungsgesetz (B-VG)) blev besluttet den 1. oktober 1920 af en konstitueret Nationalforsamling, der var kommet til verden gennem republikkens første frie valg den 1. februar 1919. Oplægget til forfatningen var udarbejdet af retsfilosoffen og statsretsteoretikeren Hans Kelsen, mens den kristelig-sociale politiker Michael Mayr og den daværende statskansler Karl Renner bidrog. B-VG blev kundgjort i Staatsgesetzblatt med nr. 450 og i Bundesgesetzblatt med nr. 1, og trådte i væsentlighed i kraft den 10. november 1920.
B-VG var imidlertid fra begyndelsen blot en grundstamme, da partierne i den nye republik på en række vigtige punkter ikke kunne opnå enighed. Særligt indenfor grundrettigheder samt indenfor kompetencefordelingen mellem stat og forbundslande var der uenighed om indholdet. For ikke at sætte hele forfatningsarbejdet i fare enedes man til sidst om at genanvende flere love fra det Østrig-ungarske monarki, således at særligt Das Staatsgrundgesetz über die allgemeinen Rechte der Staatsbürger af 21. december 1867 blev en del forfatningen. Staatsgrundgesetz er fortsat indføjet i forfatningens artikel 149, og angiver en række friheds- og beskyttelsesrettigheder, f.eks. brevhemmelighed, pressefrihed og lighed for loven.

### Forfatningstillæg 1925
I 1925 udarbejdes det første tillæg til forfatningen, hvilket bl.a. var nødvendiggjort af Geneveprotokollen af 4. oktober 1922. Østrig gennemgik her en større forfatnings- og forvaltningsrefom, og i forfatningen blev særligt kompetencefordelingen mellem staten og forbundslandene fastlagt. Forfatningstilægget trådte i kraft den 1. oktober 1925.

### Forfatningstillæg 1929
Forfatningstilægget fra 1929 indeholdt en magtforskydning fra parlamentet til Forbundspræsidenten, som blev udstyret med mere vidtrækkende kompetencer. Samtidig indførtes det direkte folkelige valg af forbundspræsidenten.
Hele Østrigs forfatning (B-VG) blev på grund af denne magtforskydning kundgjort på ny i Bundesgesetzblatt nr. 1/1930 under navnet Bundes-Verfassungsgesetz in der Fassung von 1929.

### 1934 til 1945
Den 1. juli 1934 blev den Første Republiks forfatning sat ud af kraft og blev erstattet af Dolfuß-regimets forfatningsstridige majforfatning.
Under 2. verdenskrig gjalt forfatningen for det Tyske Rige i Østrig.

## Anden Repblik
Med afslutningen af 2. verdenskrig og det Tyske Riges sammenbrud genopstod Republikken Østrig, og der konstitueredes en provisorisk regering under Karl Renner.
Den 27. maj 1945 offentliggjorde de tre partier SPÖ, ÖVP og KPÖ en uafhængighedserklæring. I følge denne skulle Republikken Østrig genopstå i samme ånd som forfatningen af 1920. Allerede den 1. maj 1945 blev der vedtaget en forfatnings-overgangslov, som satte B-VG og flere andre love fra før 1934 i kraft igen.
Siden har B-VG fået omkring ethundrede tillæg, hvilket gør forfatningen svært overskuelig. En samlet ændring af forfatningen kræver i følge forfatningens artikel 44 en folkeafstemning. Dette er kun sket én gang som følge af Østrigs indtræden i EU.

## Forfatningens grundstene
Østrigs forfatning består af en række grundstene, som kaldes Baugesetze og består af nogle grundlæggende forfatningsrettigheder. Juridisk står disse grundstene over de resterende forfatningsbestemmelser. Definitionen af disse er vigtig for at kunne afgøre, hvad der skal forstås ved "en samlet ændring af forfatningen". For at gennemføre en sådan samlet forfatningsændring kræves både 2/3 flertal i parlamentet og en forpligtende folkeafstemning.
Grundstenene i forfatningen er defineret i den østrigske retsvidenskab som:
- det demokratiske princip hvilket udtrykker folkesuveræniteten. Al politisk magt i samfundet skal være legitimeret af folket, f.eks. indirekte gennem valgte forsamlinger (parlament, Landdag) eller gennem folkepetitioner eller folkeafstemninger.
- det republikanske princip der står i modsætning til den monarkiske statsform. Dermed fastslås det, at statslederen vælges, og enhver monarkisk leder og arv af statslederskab er udelukket.
- det føderale princip, der angiver af statsfunktionerne er opdelt mellem forbundsstaten og delstaterne, både når det gælder lovgivende og udøvende magt. I Østrigs forfatning har delstaterne ansvar for alle anliggender, der ikke udtrykkeligt i forfatningen er lagt under forbundsstaten.
- retsstatsprincippet som indebærer, at al offentlig magtudøvelse er underkastet retlige normer, både når det gælder forudsætninger og i selve handlingen. Derudover kan love prøves af forfatningsdomstolen i forhold til om de strider mod forfatningen.
- magtdelingen som opdeler statens magt mellem den lovgivende, udøvende og dømmende magt

## Grundrettigheder
Grundrettighederne i følge forfatningen er i det store hele ikke defineret i B-VG, men findes fortrinsvis i Das Staatsgrundgesetz über die allgemeinen Rechte der Staatsbürger af 21. december 1867, idet den konstituerende nationalforsamling i 1920 ikke kunne enes om forfatningen. Andre af monarkiets love blev samtidig overtaget, f.eks. loven om beskyttelse af den personlige frihed og loven om beskyttelse af ejendomsretten.
Enkelte bestemmelser i B-VG betragtes som grundrettigheder, f.eks. lighedsgrundsætningen i artikel 7 og afskaffelsen af dødsstraffen i artikel 85. Flere grundrettigheder er siden kommet til, f.eks. Den Europæiske Menneskerettighedskonvention, der trådte i kraft i 1958 i Østrig og har forfatningsrang. Herudaf springer en række grundrettigheder såsom retten til livet, ingen straf uden lov og retten til retfærdig behandling.

## Udarbejdelse af forfatningsbestemmelser
Udover selve grundforfatningen (B-VG) kan en lov ophøjes til forfatningsrang, hvilket gør Østrigs samlede forfatning svært overskuelig. En forfatningslov kan kun besluttes med et kvalificeret flertal på 2/3 af Nationalrådets delegerede. Hvis 1/3 af Nationalrådets delegerede eller Forbundsrådet forlanger folkeafstemning om ændringen, så skal dette ske gennem kundgørelse af Forbundspræsidenten.
Udover at hele love kan ophøjes til forfatningsrang, så kan enkelte paragraffer i en lov ophøjes til forfatningsrang. I sådanne tilfælde skal denne status eksplicit fremgå af paragraffen og skal vedtages af 2/3 flertal i Nationalrådet. Særligt denne mulighed har været kritiseret, idet de store koalitioner i Østrig mellem ÖVP og SPÖ, der havde mere end 2/3 flertal, i stort omfang benyttede denne mulighed, hvorved lovene ikke kunne forelægges forfatningsdomstolen, og samtidig blev sværere for efterfølgende mindre regeringer at ændre.

### Samlet forfatningsændring
Grundlæggende ændringer af forfatningen (en såkaldt samlet ændring), som berører grundprincipperne i større omfang, skal udover det 2/3 flertal i Nationalrådet også altid til folkeafstemning. Indtil nu (2008) har der kun været gennemført én samlet ændring af forfatningen. Østrigs indtræden i EU blev anset som en grundlæggende ændring af forbundsforfatningen. Nationalrådet vedtog således en særlig EU-indtrædelsesforfatningslov, som blev sendt til bindende folkeafstemning. 

## Forfatningsreform
I 2003 nedsatte forbundskansler Wolfgang Schüssel et forfatningskonvent (officielt benævnt Österreich-Konvent), der havde til formål at rydde op i den gældende forfatning. Konventet skulle indarbejde de seneste årtiers begivenheder (f.eks. Østrigs indtræden i EU) i forfatningen og komme med forslag til en ny forfatning. Formålet var at rydde ud i de mange forfatningsbestemmelser med forfatningsrang og få en mere moderne forfatning. Konventet afsluttede arbejdet den 31. januar 2005, men på grund af uenighed i konventet opfyldte den ikke sit mål. Konventet afgav et forslag til ny forfatning, men det var alene konventets formand Franz Fiedlers sammenfatning af konventets diskussioner, og ikke konventets plenums indstilling. Konventets slutdokument indgår i parlamentets videre arbejde med at bearbejde forfatningen.